# Паркер Макдональд
Паркер Макдональд (англ. Parker MacDonald, 14 червня 1933, Сідні, Нова Шотландія, Канада — 17 серпня 2017, Норт-Брендфорт, Конектикут, США) — канадський хокеїст, що грав на позиції центрального нападника. Згодом — хокейний тренер.

## Ігрова кар'єра
Професійну хокейну кар'єру розпочав 1952 року.
Протягом професійної клубної ігрової кар'єри, що тривала 18 років, захищав кольори команд «Бостон Брюїнс», «Детройт Ред-Вінгс», «Міннесота Норт-Старс», «Нью-Йорк Рейнджерс» та «Торонто Мейпл-Ліфс».

## Тренерська робота
1973 року розпочав тренерську роботу в НХЛ. Працював з командами «Лос-Анджелес Кінгс», «Міннесота Норт-Старс».

## Тренерська статистика
| Команда                | Сезон   | Регулярний сезон | Регулярний сезон | Регулярний сезон | Регулярний сезон | Регулярний сезон | Регулярний сезон | Плей-оф             |
| Команда                | Сезон   | І                | В                | П                | Н                | О                | Результат        | Результат           |
| ---------------------- | ------- | ---------------- | ---------------- | ---------------- | ---------------- | ---------------- | ---------------- | ------------------- |
| «Міннесота Норт-Старс» | 1973–74 | 61               | 20               | 30               | 11               | (63)             | 7-е на Заході    | не вийшли у плей-оф |
| «Лос-Анджелес Кінгс»   | 1981–82 | 42               | 13               | 24               | 5                | (63)             | 4-е в ДС         | (пішов у відставку) |
| Усього                 | Усього  | 103              | 33               | 54               | 16               |                  |                  |                     |